# Elija Godwin
Elija Godwin (Covington, 1 de julio de 1999) es un deportista estadounidense que compite en atletismo, especialista en las carreras de relevos.
Ganó dos medallas en el Campeonato Mundial de Atletismo de 2022 y una medalla de oro en el Campeonato Mundial de Atletismo en Pista Cubierta de 2025.

## Palmarés internacional
| Campeonato Mundial                   | Campeonato Mundial      | Campeonato Mundial | Campeonato Mundial |
| Año                                  | Lugar                   | Medalla            | Prueba             |
| ------------------------------------ | ----------------------- | ------------------ | ------------------ |
| 2022                                 | Eugene (Estados Unidos) | Medalla de oro     | 4 × 400 m          |
| 2022                                 | Eugene (Estados Unidos) | Medalla de bronce  | 4 × 400 m mixto    |
| Campeonato Mundial en Pista Cubierta |                         |                    |                    |
| Año                                  | Lugar                   | Medalla            | Prueba             |
| 2025                                 | Nankín (China)          | Medalla de oro     | 4 × 400 m          |